# Karl Schaible

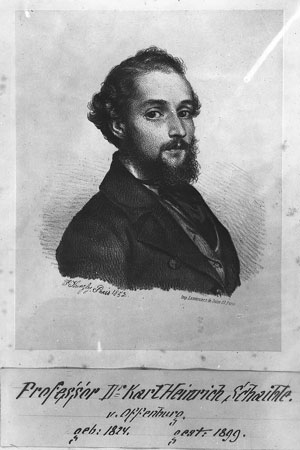
Karl Heinrich Schaible

Karl Heinrich Schaible (* 7. April 1824 in Offenburg; † 21. November 1899 in Heidelberg) war ein deutscher Arzt, Revolutionär, Sprachwissenschaftler und Schriftsteller.

## Leben
Nach dem Besuch des Gymnasiums in Offenburg und für die letzten beiden Schuljahre des Lyzeums in Rastatt, wo er der Pennäler-Verbindung Markomannia 1824 angehörte,  studierte Karl Schaible Medizin an der Albert-Ludwigs-Universität Freiburg und der Ruprecht-Karls-Universität Heidelberg. 1843 wurde er Mitglied des Corps Suevia Freiburg. 1846 schloss er sich dem burschenschaftlichen Neckarbund in Heidelberg an. 1846 gründete er zusammen mit Franz Volk und Anderen den Offenburger Turnverein. Wegen seiner Beteiligung an politischen Aktivitäten innerhalb der Studentenschaft wurde er 1847 kurz vor seinem Examen auf der Reise von Heidelberg nach Offenburg in Rastatt verhaftet. Nach neun Monaten Haft in einer engen, dunklen Zelle sowie zahlreichen längeren erschöpfenden Verhören, in denen er die Identität von Verschworenen preisgeben sollte, hatte sich sein Gesundheitszustand dermaßen verschlechtert, dass er auf Drängen des Gefängnisarztes und Stellen einer Kaution in Höhe von 4000 Gulden in das Haus seines Vaters, eines Offenburger Arztes, entlassen wurde. Noch ans Krankenbett gefesselt, wurde er zu einer Strafe von einem Jahr Arbeitshaus wegen entfernten Versuchs von Hochverrat verurteilt, die er jedoch nicht antreten musste, da er unter eine im März 1848 ausgesprochene Amnestie fiel, die die badische Regierung unter dem Eindruck der Februarrevolution in Frankreich zur Stabilisierung der innenpolitischen Lage in Baden erlassen hatte. Nach der Niederschlagung des Heckeraufstands im April 1848, dem sich auch die Offenburger Jugend und damit auch Schaible angeschlossen hatten, gelang es ihm, nach Straßburg zu fliehen. In Straßburg und später auch in Metz besuchte er im Rahmen seiner medizinischen Studien die dortigen Hospitäler.
Im Frühjahr 1849 kehrte Schaible aus seinem ersten Exil nach Baden zurück, um sich in der Mai-Revolution den Offenburger Freischaren anzuschließen. Von der Revolutionsregierung wurde er zunächst zum Adjunkten des Zivilkommissärs des Kreises Offenburg ernannt, später zum Zivilkommissär und zuletzt zum Kriegskommissär. Nach Niederschlagung der Revolution konnte er wieder nach Straßburg fliehen, wo er sich morgendlichen Hetzjagden der französischen Behörden ausgesetzt sah und deshalb bereits Mitte August 1849 nach Nancy ging, wo er an der Académie des sciences bis Januar 1850 Französisch studierte. Anschließend verweilte er bis November 1853 zur Fortsetzung seiner Studien in Paris. In dieser Zeit war er ständigen Bespitzelungen durch deutsche Regierungsagenten ausgesetzt. Einer Ausweisung 1851 konnte er nur dadurch entgehen, dass sich der damalige Vizepräsident des Pariser Munizipalrats Thierry für ihn verwendete. Im August 1851 kam er erstmals nach England, als er seinen Hausherrn Perret auf die Great Exhibition nach London begleitete. Nach vier Wochen Aufenthalt und weiterentwickelten Englischkenntnissen kehrte er nach Paris zurück, wo sich nach dem Staatsstreich Napoleons III. die Lage für deutsche Exilierte immer mehr verschärfte. Als Schaible in Paris nicht zum medizinischen Examen zugelassen wurde, ging er an die Universität Basel, die ihn nach Anerkennung seiner bisherigen Studienleistungen im April 1853 zum Examen zuließ und zum Doktor der Medizin und Chirurgie promovierte. Nach Paris zurückgekehrt, erhielt er im Spätsommer desselben Jahres ein Angebot des französischen Außenministeriums, die deutsche Presse zu überwachen. Als er dieses Angebot ablehnte, wurde er noch im November aus Frankreich ausgewiesen.
Er entschied sich, nach England zu gehen. In London traf er viele alte Freunde und Bekannte wieder, darunter Ferdinand Freiligrath, Gottfried Kinkel, Lothar Bucher, Karl Blind, Theodor Goldstücker, Karl Marx, Friedrich Engels, Johannes Ronge, Amand Goegg, Richard Wagner, Gustav Adolf Bergenroth, Hermann Müller-Strübing (1812–1893), Arnold Ruge sowie den Augenarzt Eduard Bronner. Er gab den Arztberuf auf und wurde zunächst Privatlehrer für Examenskandidaten an Universitäten in den Fächern Naturgeschichte, Physiologie mit Hygiene sowie Sprachen mit Literaturgeschichte. In kurzer Zeit wurde er Lehrer an mehreren Secondary Schools in London. Er wurde Examinator und später Mitglied des Senats der College Preceptors sowie Examinator der University of London. 1862 wurde er Mitglied des Lehrerkollegiums an der Royal Military Academy Woolwich. Zunächst als Instruktor tätig, wurde er 1870 zum Abteilungschef und Professor ernannt. 1882 ging er in Pension und lebte danach wieder in Baden, nachdem er bereits seit 1861 aufgrund einer bedingungslosen Amnestie für die politische Verfolgten der Badischen Revolution wieder nach Deutschland einreisen konnte. Von 1883 bis 1892 hatte er seinen Wohnsitz in Heidelberg, dann in Freiburg und ab 1894 in Offenburg. Zuletzt ab 1897 wohnte er wieder in Heidelberg.
Schaible war der Autor zahlreicher Fachartikel und später selbständiger Werke im Bereich Naturwissenschaften, Hygiene, Geschichte und Erziehung. Zudem betätigte er sich als Rezensent.

## Auszeichnungen
In seiner Vaterstadt Offenburg wurde nach ihm das Karl-Heinrich-Schaible-Stadion benannt.

## Schriften
- Über Croup und Tracheotomie, Dissertation, Basel 1853
- Practical elementary exercises in the art of thinking, 1860
- Über die Todes- und Freiheitstrafe, mit besonderer Rücksicht auf England, 1869
- Geschichte der Deutschen in England von den ersten germanischen Ansiedlungen in Britannien bis zum Ende des 18. Jahrhunderts, 1885
- Deutsche Stich- und Hiebworte, 1885
- Shakespeare der Autor seiner Dramen, 1889
- Die Juden in England vom achten Jahrhundert bis zur Gegenwart – Ein kulturgeschichtliches Bild, 1890
- Deutschland vor hundert Jahren, 1892
- Die höhere Frauenbildung in Großbritannien, 1894
- Siebenunddreißig Jahre aus dem Leben eines Exilierten, 1895 (Digitalisat)
- Englische Sprach-Schnitzer. Gebrauch lächerlicher, anstößiger, oft unanständiger Worte und Redensarten von Seiten Englisch sprechender Deutscher. Ein humoristischer Vortrag von O’Clarus Hiebslac, Trübner, Straßburg 1884; 3. vermehrte Auflage 1896 (Digitalisat im Internet Archive)